# Ubisoft Anvil
Ubisoft Anvil (conhecida como Scimitar até 2009 e como AnvilNext até 2021) é um motor de jogo criado pela Ubisoft Montreal e usado primariamente na série de jogos eletrônicos Assassin's Creed. O motor é usado nas plataformas Windows, Nintendo Switch, PlayStation 3, PlayStation 4, PlayStation 5, PlayStation Vita, Wii U, Xbox 360, Xbox One, Xbox Series X/S, Stadia, macOS, iOS e iPadOS. Ubisoft Anvil é um dos motores principais usados pela Ubisoft, ao lado de Disrupt, Dunia e Snowdrop.

## Tecnologia
Claude Langlais, diretor técnico da Ubisoft Montreal, afirma que a modelagem é feita usando o 3ds Max para o ambiente e o ZBrush para os personagens. O motor utiliza middlewares Autodesk HumanIK para posicionar corretamente as mãos e os pés do personagem em animações de escalada em tempo real. A Anvil foi aprimorada para Assassins Creed com novos recursos que incluem um ciclo de noite e dia, maior distância de desenho, a mesma tecnologia de vegetação utilizada em Far Cry 2, melhor iluminação, reflexão e efeitos especiais, um novo sistema de tecidos e um novo sistema de navegação de inteligências artificiais e NPCs. Assassin's Creed: Lineage, uma série de curtas-metragens feitos pela Hybride Technologies (um estúdio adquirido pela Ubisoft responsável pela pós-produção de efeitos visuais) e pela Ubisoft Digital Arts utilizou funcionalidades da Anvil para recriar o ambiente em que os atores foram filmados. A mais recente iteração da engine, chamada AnvilNext, é usada no jogo Assassin's Creed III e tem suporte para ciclos de clima. É dito que a AnvilNext tem capacidade de processar enormes multidões de até duas mil personagens (embora fossem algumas centenas em versões anteriores). Esta versão também apresenta um mundo de jogo dinâmico, onde o mundo em si vai mudar ao longo do tempo. Isso significa que bases inimigas podem aparecer/desaparecer dependendo dos eventos do jogo. AnvilNext também contará com melhores gráficos e uma melhor inteligência artificial.

## Características
O motor recebeu uma variedade de atualizações significativas, incluindo iluminação global pré-fabricada, mapeamento de reflexões, neblina volumétrica, clima dinâmico e folhagem dinâmica, para citar apenas alguns exemplos. Para o Unity houve uma atualização similar, mecânicas avançadas de controle com renderização baseada em física (do inglês, PBR) sendo a adição de destaque, permitindo que materiais, objetos e superfícies parecessem e reagissem de forma mais realista à iluminação, sombreamento e sombreamento. Além disso, o sistema de Iluminação Global é agora mais realista com a adição de tecnologia volumétrica, objetos conduzidos pela física reagem de forma mais realista, e o tecido se comporta de maneira realista no protagonista, no ambiente e em outros personagens. O mundo agora suporta massas de terra maiores, mais objetos, edifícios maiores, construção de interiores que podem ser acessados sem carregar telas, e muitas outras adições que aumentam a fidelidade visual, a imersão e a jogabilidade.

## Jogos que usam o motor

### Sob o nome Scimitar
- Assassin's Creed (2007)[1]
- Prince of Persia (2008)[6]
- Shaun White Snowboarding (2008)[1]

### Sob o nome Anvil
- Assassin's Creed II (2009)[1]
- Prince of Persia: The Forgotten Sands (2010)[7]
- Assassin's Creed: Brotherhood (2010)[8]
- Assassin's Creed: Revelations (2011)[9]

### Sob o nome AnvilNext
- Assassin's Creed III (2012)[10]
- Assassin's Creed III: Liberation (2012)[11]
- Assassin's Creed IV: Black Flag (2013)[12]
- Assassin's Creed Rogue (2014)[13]

### Sob o nome AnvilNext 2.0
- Assassin's Creed Unity (2014)[14]
- Assassin's Creed Syndicate (2015)[14]
- Tom Clancy's Rainbow Six Siege (2015)[14]
- Steep (2016)[15]
- For Honor (2017)[14]
- Tom Clancy´s Ghost Recon: Wildlands (2017)[16]
- Assassin's Creed Origins (2017)[17]
- Assassin's Creed Odyssey (2018)[18]
- Tom Clancy's Ghost Recon Breakpoint (2019)[19]
- Hyper Scape (2020)[20]
- Riders Republic (2021)[21]

### Sob o nome Ubisoft Anvil
- Tom Clancy's Rainbow Six Extraction (2022)[2]
- Assassin's Creed: Valhalla (2020)[22]
- Immortals Fenyx Rising (2020)[23]
- Assassin's Creed Mirage (2023)[22]
- Skull and Bones (2024)[24]
- Assassin's Creed Shadows (2024)[25]
- Prince of Persia: The Sands of Time Remake (2026)[2]